# Ulrichsbrunnen

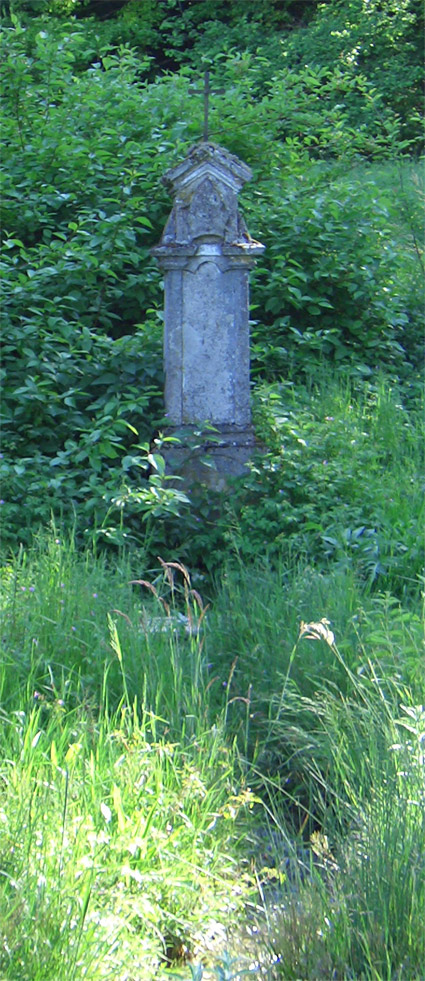
Ulrichsbrünnlein in Paterzell, Oberbayern

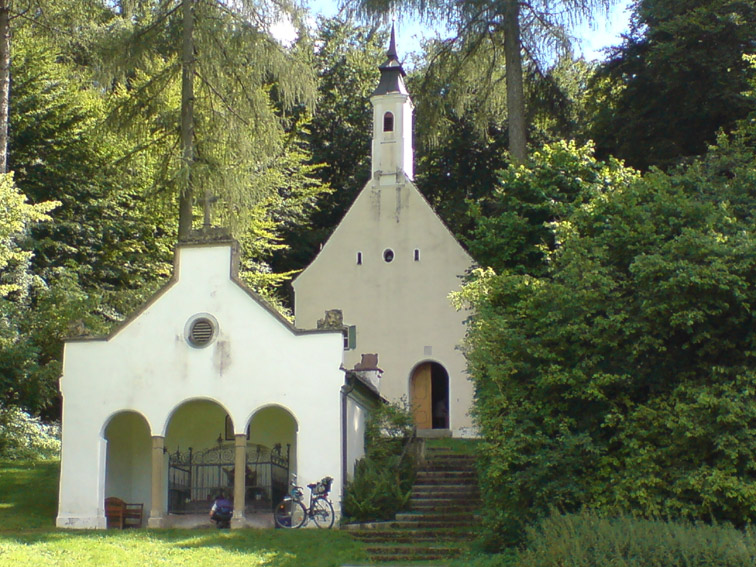
Ulrichskapelle und Brunnenhaus bei Eresing, Oberbayern

Der heilige Ulrich mit Fisch und Stab. Figur des Altars der Ulrichskapelle zu Eresing, Oberbayern

Ein Ulrichsbrunnen (Ulrichsbrünnlein, Ulrichsbründl, Ulrichsquelle) ist ein Quellheiligtum, das dem heiligen Ulrich von Augsburg gewidmet ist. Ulrichsbrunnen sind vornehmlich in Österreich, Bayern, Schwaben und Elsass verbreitet, wo der Heilige besonders verehrt wurde.
Die Mehrzahl von ihnen stammt noch aus mittelalterlicher Zeit. Das gilt insbesondere für viele Quellen, die das Grundwort Brunnen im Namen haben, denn Brunnen war bis in frühneuhochdeutsche Zeit ein gängiges Wort für Quelle. Die Quellen in Möggers in Vorarlberg und Habach in Oberbayern waren nach Urkunden schon 1005 beziehungsweise 1073 Ulrich gewidmet. Das bedeutet, dass sie dem Heiligen bereits zu einem Zeitpunkt gewidmet wurden, als die Erinnerungen an den lebendigen Ulrich noch sehr frisch waren. Ulrich war 973 gestorben und 993 heiliggesprochen worden. Viele Quellen haben diese Widmung im Laufe der Zeit wieder verloren (zum Beispiel in Bad Wörishofen), manche existieren auch nicht mehr (zum Beispiel in Kissing oder Eurasburg), dennoch hält sich die Tradition zäh. Noch in heutiger Zeit wurden dem Heiligen Brunnenanlagen geweiht (Adelberg, Rettenbach, Augsburger Dom).
Am Quell steht oft ein Gedenkstein, ein Brunnenhaus oder eine Kapelle. Zum Teil hat sich auch Brauchtum bewahrt. Am Todestag des Heiligen, dem 4. Juli, finden Prozessionen zur Quelle statt (Eresing, Habach, Möggers, Seibranz) oder volkstümliche Festlichkeiten (Heiligenkreuz am Waasen).
Ulrichsquellen gelten als heilige Quellen. Dem Quellwasser sagt man oft Heilkraft nach. Manche sollen – wie viele andere heilige Quellen auch – insbesondere bei Augenleiden helfen. Andere sollen das Fieber lindern. Selbst in den heißesten Sommern sollen Ulrichsbrunnen nicht versiegen. So ruft man den heiligen Ulrich auch bei Wassermangel an. Wasser wird an seinem Tag geweiht.
Warum Ulrich zum bedeutenden Quellenheiligen wurde, ist nicht geklärt. Sein Attribut, der Fisch in der Hand, offenbart eine eindeutige Wassersymbolik, doch steht der Fisch wahrscheinlich dafür, dass Ulrich auf Fleisch verzichtete. Darüber hinaus ist der Fisch nicht vor dem 14. Jahrhundert als Attribut Ulrichs belegt. Bezüge zum Wasser weist durch das Wertachwunder und den Schiffbruch auf der Donau auch die Heiligenvita auf. Aber dadurch werden die zahlreichen Quellenheiligtümer nicht erklärt, zu denen oft Legenden erläutern, auf welche Weise der heilige Ulrich die Quelle ins Leben rief. Insbesondere im Raum der Diözese Augsburg wird erzählt, dass der Heilige auf einer Reise an einem heißen Sommertag rastete und durch Gebet oder seinen Bischofsstab die Quelle entspringen ließ, weil ihn dürstete.
Die ältere Forschung sieht hinter diesen Quellenmythen eine germanische Glaubensvorstellung, die den Gewittergott Donar als Urheber der Quelle ansah. Donar war als Gottheit des Gewitters durch den Gewitterregen auch eine Gottheit der Fruchtbarkeit. Dort wo sein Blitz auf die Erde traf, entsprang demnach eine heilige Quelle. In der Mythensprache entspricht dabei der Bischofsstab des heiligen Ulrich, der ihm als anderes Attribut zugewiesen ist, dem Blitz. Vorchristliche Bedeutung hat in diesem Zusammenhang auch Ulrichs Verehrungstag, der 4. Juli. Dieser Tag war von alters her Abschlusstag der Sonnenwendfeiern des Mittsommerkreises mit Brunnen- und Quellenfesten – auch in Landstrichen, in denen Ulrich keine Bedeutung hatte.